# Заокский адвентистский университет
Зао́кский адвенти́стский университе́т (ЗАУ) — высшее учебное заведение Церкви христиан адвентистов седьмого дня (АСД) в посёлке Заокском, Тульской области. Первое протестантское учебное заведение в современной России. Основан М. М. Кулаковым.

## Структура и направления подготовки
Университет состоит из Заокской духовной академии (ЗДА) (открыта в 1988 году как Заокская духовная семинария), Заокского христианского гуманитарно-экономического института (ЗХГЭИ) (открыто в 2003 году базе академии) и Заокской средней общеобразовательной христианской школы.
На территории кампуса расположен Центр историко-теологических исследований, Институт перевода Библии, и учебный центр программы «Овощеводство по Миттлайдеру», осуществляющий обучение земледелию по методу основателя центра. А также административный и учебный корпуса, библиотека, дома преподавателей и сотрудников, а также комплекс Мак-Нилеса, который включает в себя мужское и женское общежития, храм, столовую, аудитории и среднюю школу. Через дорогу находится многофункциональный комплекс, используемый как спортивный зал, зал для выпускных церемоний, служений и других мероприятий.
Большинство студентов являются членами Церкви АСД. Некоторые из них могут обучаться на факультетах университета бесплатно, за счёт ресурсов церкви.
Заокский университет Церкви христиан-адвентистов седьмого дня осуществляет подготовку по направлениям «Теология» (48.03.01), профиль подготовки «Систематическая теология христианства»; «Лингвистика» (45.03.01), профиль подготовки «Перевод и переводоведение»; «Педагогическое образование» (44.03.01), профиль подготовки «Музыка»; «Педагогическое образование» (44.03.01), профиль подготовки «Начальное образование»; «Педагогическое образование» (44.03.01), профиль подготовки «Английский язык».

## Заокский христианский гуманитарно-экономический институт

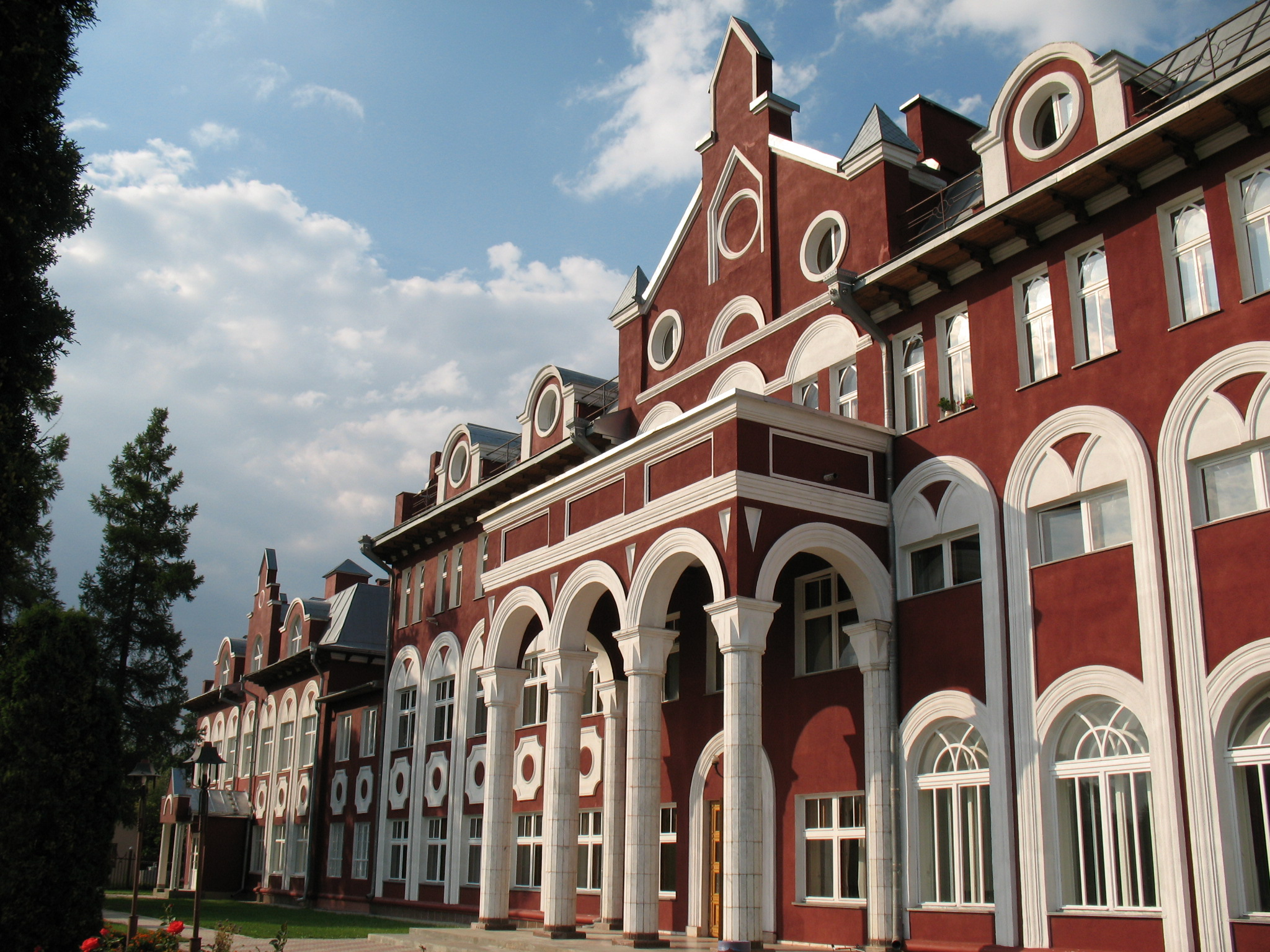
Заокский христианский гуманитарно-экономический институт.

Институт декларирует основу своей деятельности на принципах христианского мировоззрения, христианской философии образования и воспитания личности. Главная цель института — воспитание всесторонне образованных, высоконравственных, любящих интеллектуальный и физический труд, достойных граждан своего Отечества, имеющих библейский взгляд на назначение и цели жизни. Этой цели и подчинена внеакадемическая жизнь студентов, которая включает в себя различные культурные мероприятия, экскурсии, спортивные занятия, деятельности клубов и обществ, трудовую занятость и социальную работу студентов.
Отдел по работе со студентами совместно с органами студенческого самоуправления разрабатывает и осуществляет программы для обеспечения культурной жизни и отдыха студентов. С целью оказания помощи студентам в определении чётких жизненных позиций, ценностей и интересов, развитии этики поведения, разумному, полезному и приятному использованию свободного времени, осуществляются различные мероприятия.
Студенты института обучаются здоровому образу жизни на базе спортивно-оздоровительного центра. Организована работа спортивных секций по волейболу, баскетболу, настольному теннису, футболу, бадминтону, аэробике, лыжному спорту, акробатике. Проводятся спортивные праздники, соревнования, лыжные походы, спортивные ярмарки, игры. Вся спортивно-массовая работа имеет воспитательную, оздоровительную, нравственную направленность, обладает благотворным влиянием на формирование личности студентов и построении правильных отношений в коллективе. Проведение дружеских спортивных встреч с командами посёлка Заокского, других учебных заведений способствует развитию положительного опыта общения с людьми из различных слоёв общества.
Библиотека, насчитывающая около 36 000 томов, обеспечивает литературой и информацией учебно-воспитательный процесс и научные исследования.
На территории, где расположен институт, имеется свой магазин продуктов и товаров первой необходимости со столом заказов и кафетерий с вегетарианской кухней.

## Заокская духовная академия
История Заокской духовной академии начинается с 1977 года, когда начала свою работу полуподпольная семинария, готовившая служителей церкви. В состав руководства семинарии вошёл пастор Н. Н. Либенко, преподавали там М. П. Кулаков, Э. А. Соколовская и др.
Официальное открытие и посвящение Заокской духовной семинарии состоялось 2 декабря 1988 года. В 1994 году это учебное заведение было переименовано в Заокскую духовную академию (ЗДА). Богословский факультет ЗДА готовит пасторов и преподавателей по программам бакалавриата (бакалавр богословия в практическом богословии) и магистратуры (магистр искусств в области религии; магистр практического богословия со специализацией «лидерство и церковный менеджмент»). Также проводится интенсивный пасторский курс начальной подготовки священнослужителей.
Кафедра английского языка проводит обучение английскому языку в рамках программы бакалавра религии.
Издаётся журнал «Образ и подобие».

## Заокская христианская средняя общеобразовательная школа
Заокская христианская средняя общеобразовательная школа была открыта в 1993 году. Учредителями школы является Заокская духовная академия и издательство «Источник жизни» и Заокская церковь адвентистов седьмого дня. Главной целью Заокской христианской школы является раскрытие творческого потенциала личности и служение людям.
В школе преподаются не только общеобразовательные предметы, но и дисциплины библейской направленности: библейская история, библейское чтение, христианская этика, история мировых религий. В основе всего образовательного и воспитательного процесса лежат библейские принципы.
С 2004—2005 учебного года школа открыла приём учащихся в 10 класс по гуманитарному и социально-экономическому профилю. Её выпускники зачисляются в Заокскую духовную академию и Заокский христианский гуманитарно-экономический институт по результатам выпускных экзаменов.
В школе работают различные кружки и студии (студия вокального мастерства; театральная студия; кружок «Развития творческого мышления»; кружок психологического развития; кружок макраме; кружок «Кукольный театр»; экологический кружок; спортивные секции; творческие лаборатории по предметам; хор «Гармония»). Предоставляется возможность получить начальное музыкальное образование разной направленности (фортепиано; скрипка; гитара; хоровое и вокальное пение. Школьники могут быть участниками клубов «Искатели приключений», «Следопыты».
Для дошкольников существуют группы дошкольного образования (средняя и подготовительная).
В школе работают 20 преподавателей, и обучаются 168 учеников (I ступень — 56 учащихся, II ступень — 75 учащихся, III ступень — 36 учащихся.

## Институт перевода Библии
Не следует путать с московским «Институтом перевода Библии» под патронажем РПЦ и научно-методическим руководством Отделения историко-филологических наук РАН; и с российским отделением шведской организации Institutet för Bibelöversättning.
Институт перевода Библии (ИПБ) имени М. П. Кулакова — научно-исследовательское учреждение в Заокском. Был создан в 1993 году по инициативе доктора богословия Михаила Петровича Кулакова (директор и главный редактор в 2003−09 гг.). Ещё в годы господства атеизма в СССР основатель ИПБ поставил перед собой цель приобщить соотечественников к идейно-художественному миру Библии, собрав вокруг себя учёных (библеистов, филологов и богословов), с которыми мог бы воплотить мечту свой жизни — перевести Священное Писание на современный русский язык. Главная задача ИПБ, как утверждал главный редактор института, — осуществить в меру возможного точный, художественно убедительный перевод Библии, используя новейшие критические научные издания древних текстов. В результате объединения опыта и знаний ведущих российских специалистов, принадлежащих к разным христианским исповеданиям (по преимуществу протестантских и православных), ИПБ подготовил и издал к настоящему времени ряд публикаций: «Новый Завет в современном русском переводе», два года спустя пересмотренный и дополненный «Новый Завет и Псалтырь в современном русском переводе», «Пятикнижие Моисеево в современном русском переводе», «Книгу Даниила и книгу двенадцати в современном русском переводе». Многочисленные отзывы читателей разных конфессий так или иначе являются свидетельством того, что труд Института замечен, оценён и, пожалуй, актуален в нынешнюю эпоху аксиологического релятивизма и прагматизма.
После кончины основателя ИПБ, переводческий коллектив в Заокском в 2009 — 2015 годах возглавлял его сын — доктор философии колледжа Крайст-черч Оксфордского университета и профессор религии и философии в Вашингтонском адвентистском университете М. М. Кулаков. В 2015 году вышел полный перевод Библии под редакцией М. П. и М. М. Кулаковых.

## Центр историко-теологических исследований
Центр историко-теологических исследований (ЦИТИ) расположен в одном из корпусов университетского комплекса, в здании библиотеки. Центр был открыт в 1995 году как филиал всемирного Центра духовного наследия Эллен Уайт и истории Церкви адвентистов седьмого дня при Генеральной конференции Церкви адвентистов седьмого дня.
Центр открыт для посетителей, студентов и преподавателей.
В ЦИТИ находится полное собрание сочинений Э. Уайт (факсимиле) на английском и русском языках. Тематические индексы по трудам Э. Уайт, предназначены для того, чтобы найти соответствующие цитаты по заданной теме.

## Отзывы
Религиовед Л. Ю. Браславский в 2000 году отмечал, что после своего возникновения «За 8 лет духовная семинария, а затем ставшая академией подготовила 1149 выпускников. Из них 26 стали магистрантами искусств области религии, 76 бакалаврами богословия, 20 бакалаврами музыки, 79 служителей церкви получили дипломы об окончании пастырских курсов, 400 студентов обучались по интенсивной трехмесячной программе, 38 человек завершили десятимесячные музыкальные курсы,».
Религиовед Р. Н. Лункин в 2008 году в Русском ревью описывая жизнь адвентистов Тульской области отмечал: «В частности, хорошие отношения сложились у администрации с адвентистами седьмого дня и с Заокской духовной академией. В конференциях, которые академия проводит ежегодно, представители власти всегда участвуют. У главы администрации Заокского района также хорошие отношения с адвентистами. По словам представителя администрации, до сих пор в области была хорошая стабильная обстановка».